# Hydroglyphus transvaalensis
Hydroglyphus transvaalensis är en skalbaggsart som först beskrevs av Régimbart 1894.  Hydroglyphus transvaalensis ingår i släktet Hydroglyphus och familjen dykare. Inga underarter finns listade i Catalogue of Life.